# Górne Łagiewniki
Górne Łagiewniki − dawna część wsi Łagiewniki (zob. Łagiewniki), położona na północ od Królewskiej Huty. Obecnie stanowi część dzielnicy Chorzowa Chorzów II (m.in. rejon ul. Floriańskiej).

## Historia
Łagiewniki były podzielone na Łagiewniki Dolne (późniejsza dzielnica Łagiewniki w Bytomiu), Średnie i Górne. Do Łagiewnik Górnych należały dobra rycerskie oraz kolonie: Łagiewniki Południowe i kolonia Bergfreiheit.
Pierwotnie teren Górnych Łagiewnik zajmowały lasy, które wykorzystywano do polowań. W Górnych Łagiewnikach wzniesiono w 1852 roku kościół św. Barbary, w 1853 roku założono szkołę knapszaftową (kasy chorych), a w 1858 utworzono katolicką szkołę powszechną.
Przed I wojną światową połączono Łagiewniki Średnie (bez kolonii) i Górne i utworzono gminę Łagiewniki, następnie w 1868 roku włączono je do Królewskiej Huty.